# Falster
Falster – nizinna wyspa duńska położona między Zelandią a Lolland i połączona z nimi mostami. Na wyspie znajduje się najdalej na południe wysunięty punkt Danii (nazwany „Hestehoved”, czyli „głowa konia”). Administracyjnie wyspa wchodzi w skład okręgu Storstrøms Amt.
- powierzchnia: 514 km²
- liczba mieszkańców: 42,7 tys. (I 2017 r.)[1]
- największe miasta: Nykøbing Falster 16,9 tys.; Stubbekønig 2,3 tys. i Gedser 0,72 tys. (z Gedser połączenia promowe do portów niemieckich)

Ludność wyspy zajmuje się rybołówstwem, hodowlą bydła i drobiu oraz uprawą buraków cukrowych, pszenicy, jęczmienia i tytoniu. Na wyspie jest rozwinięty przemysł spożywczy.

## Demografia
- Wykres liczby ludności Falsteru na przestrzeni ostatniego stulecia

źródło: Duński Urząd Statystyczny